# يوسف الغنامي
يوسف الغنامي (1989 - ) مذيع وصحافي تلفزيوني سعودي ومقدم استوديو الرياض في برنامج MBC في أسبوع.

## حياته
صحافي تلفزيوني، خاض تجربة إعلامية في عدد من الصُحف السعودية والقنوات التلفزيونية، وعمل عدد من التحقيقات و التقارير والوثائقيات التلفزيونية؛ عن مواضيع و قضايا اجتماعية وسياسية، وقام بتغطيات خاصة وبرامج ولقاءات مع شخصيات مختلفة وأشتهر ببرنامج ترند السعودية.

## المؤهلات العلمية
بكالوريوس إعلام من جامعة الملك سعود (2013).

## الخبرات العملية
- محرر صحفي و كاتب مقالات في صحيفة رسالة الجامعة «النشرة الصحفية لجامعة الملك سعود» (2009 - 2013).
- محرر صحفي في صحيفة الإقتصادية (2010 - 2011) .
- مراسل تلفزيوني و مقدم مواجيز إخبارية بالقناة الثقافية السعودية (2011 - 2012).
- مراسل تلفزيوني و مقدم مواجيز إخبارية بالقناة السعودية الأولى (2012 - 2013).
- مسؤول تحرير مجلة صناعة العلاقات العامة (علاقات) ( 2013 م – 2014 م ).
- كاتب مقالات نقدية ساخرة في صحيفة (سبق) الإلكترونية ( 2013 م - 2014 م).